# Dan Ťok
Dan Ťok (ur. 4 marca 1959 w m. Uherské Hradiště) – czeski menedżer, inżynier i polityk, parlamentarzysta, w latach 2014–2019 minister transportu.

## Życiorys
Absolwent maszynoznawstwa na Uniwersytecie Technicznym w Brnie (1983). W tym samym roku podjął pracę jako konstruktor w przedsiębiorstwie První brněnská strojírna. Później obejmował stanowiska menedżerskie i dyrektorskie w różnych koncernach. Był m.in. dyrektorem zarządzającym czeskiego oddziału ABB (1996–1999) dyrektorem regionalnym Alstomu w Czechach (1999–2003) i dyrektorem zarządzającym grupy Skanska w Czechach (2008–2014).
4 grudnia 2014 z rekomendacji partii ANO 2011 w rządzie Bohuslava Sobotki zastąpił Antonína Prachařa na stanowisku ministra transportu. Z listy tego ugrupowania w wyborach w 2017 uzyskał mandat deputowanego do Izby Poselskiej. 13 grudnia tegoż roku ponownie został ministrem transportu, wchodząc w skład nowo utworzonego rządu Andreja Babiša. Pozostał na tym stanowisku także w powołanym 27 czerwca 2018 drugim gabinecie dotychczasowego premiera. 30 kwietnia 2019 odszedł z rządu, w tym samym miesiącu zrezygnował też z mandatu poselskiego.
W 2016 odznaczony Krzyżem Komandorskim z Gwiazdą Orderu Zasługi Rzeczypospolitej Polskiej.